# Pegoscapus urbanae
Pegoscapus urbanae is een vliesvleugelig insect uit de familie vijgenwespen (Agaonidae). De wetenschappelijke naam is voor het eerst geldig gepubliceerd in 1970 door Ramírez.